# عبد اللطيف بن عزي

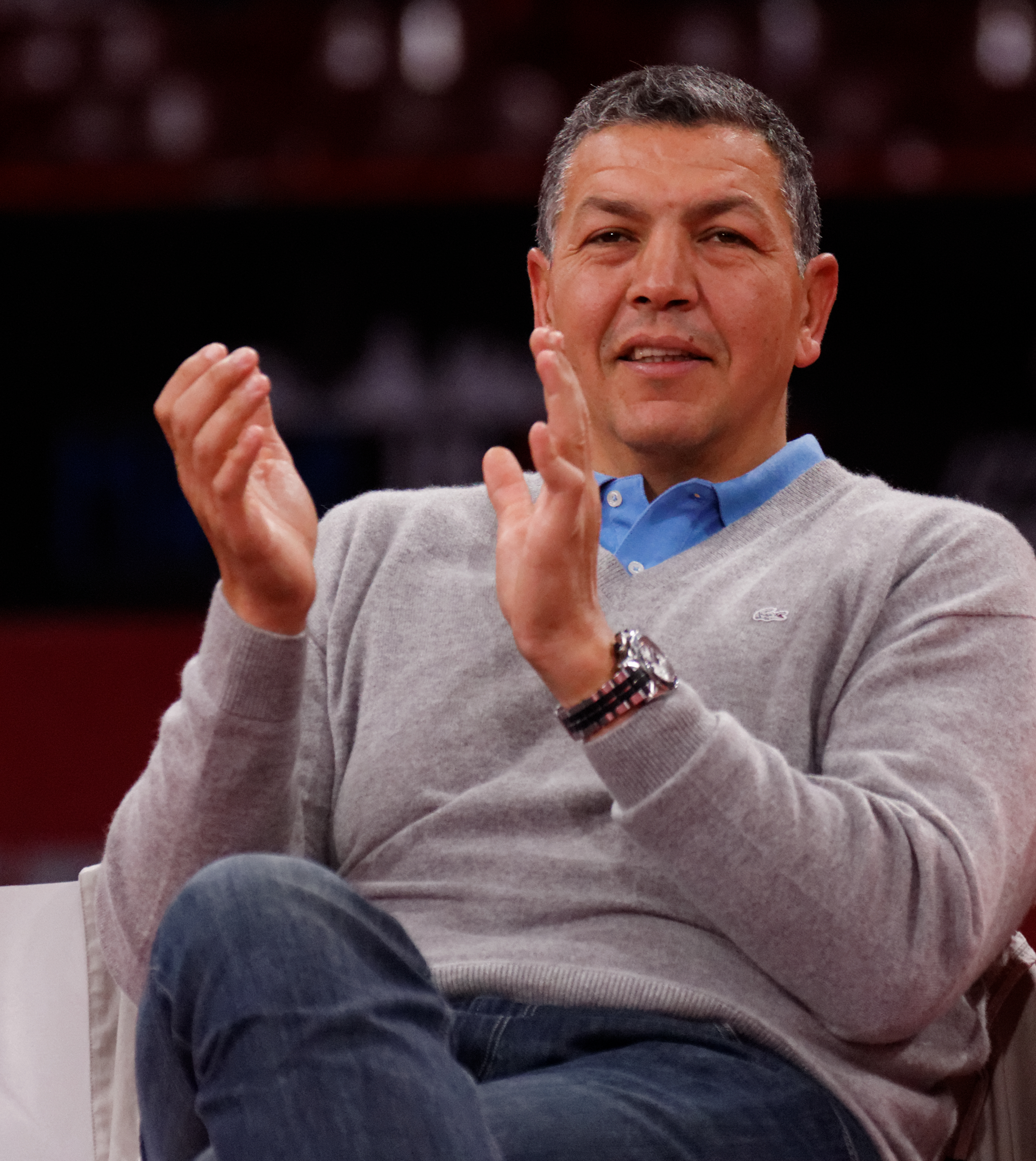

عبد اللطيف بن عزي ( ولد 20 اغسطس 1968، وجدة المغرب) لاعب دولي سابق في رياضة الرجبي, بعد حصوله على عدة ألقاب في المغرب مع أعرق نادي في البطولة المغربية الرجبي الاتحاد الرياضي الوجدي (USO).التحق بالبطولة الفرنسية لعب مع فريق كاهور(Cahors) والتحق في ما بعد بالفريق العريق اجون (Agen), أصبح عميد لفريق فرنسا لرجبي. حاصل على وسام الاستحقاق الوطني الفرنسي من درجة ضابط.

## وصلات خارجية
- عبد اللطيف بن عزي على موقع دوري الرغبي الممتاز (الإنجليزية)
- عبد اللطيف بن عزي عل موقع إسبنسكروم (الإنجليزية)

- معلومات عن بن عزي من sporting-heroes.net
- أرقام بن عزي من scrum.com